# الوجهة النهائية 5 (فلم)
الوجهة النهائية 5 (بالإنجليزية: 5 Final Destination)، فيلم رعب خارق للطبيعة وهو الجزء الخامس من سلسة أفلام الوجهة النهائية، الفيلم من كتابة إيريك هيسرر وإخراج ستيفن كويل. تم افتتاح الفيلم عالمياً في 4 آب/أغسطس 2011 ضمن «مهرجان الفنتازيا» في مونتريال، كندا.
يصور الفيلم مجموعة زملاء عمل يقومون برحلة عمل، حيث يكونوا ذاهبين على متن حافلة وعند محاولتهم عبور جسر معلّق خاضع للصيانة، يتأثر الجسر برياح وينهار، ويرى أحد زملاء العمل وهو على متن الحافلة أحداث الواقعة قبل حدوثها حيث يهرب من الحافلة ويتبعه بعض زملاءه إلى بر الأمان. لكن الموت يبقى يطاردهم بعد الحادث لأن حياتهم ينبغي أن تنتهي حيث يلاحقهم الموت بنفس التسلسل الذي ينبغي أن يموتوا به إن بقوا على ذلك الجسر المعلّق.

## طاقم التمثيل
- نيكولاس داغوستو بدور سام لوتون
- إيما بيل بدور مولي هاربر
- مايلز فيشر بدور بيتر فريدكين
- إلين رو بدور كانديس هوبر
- جاكلين ماكينيس وود بدور أوليفيا كاسل
- بي جاي بيرن بدور إسحاق بالمر
- آرلن إيسكاربيتا بدور ناثان سيرز
- ديفيد كويشنير بدور دينيس لابمان
- كورتني بي. فانس بدور العميل جيم بلوك
- توني تود بدور ويليام بلودورث
- برنت ستيت بدور روي كارسون

## وصلات خارجية
- الموقع الرسمي
- الوجهة النهائية 5 على موقع IMDb (الإنجليزية)
- الوجهة النهائية 5 على موقع ميتاكريتيك (الإنجليزية)
- الوجهة النهائية 5 على موقع روتن توميتوز (الإنجليزية)
- الوجهة النهائية 5 على موقع نتفليكس (الإنجليزية)
- الوجهة النهائية 5 على موقع قاعدة بيانات الأفلام العربية
- الوجهة النهائية 5 على موقع ألو سيني (الفرنسية)
- الوجهة النهائية 5 على موقع Turner Classic Movies (الإنجليزية)
- الوجهة النهائية 5 على موقع أول موفي (الإنجليزية)
- الوجهة النهائية 5 على موقع بوكس أوفيس موجو (الإنجليزية)
- الوجهة النهائية 5 على موقع فيلمافينيتي (الإسبانية)